# Erzfarbener Nadelholz-Prachtkäfer
| Abb. 1: Aufsicht Abb. 2: von unten | Abb. 3: Seitenansicht Abb. 4: Frontalansicht |
|                                    |                                              |
| Abb. 5: zwei weitere Ansichten     |                                              |

Der Erzfarbene Nadelholz-Prachtkäfer (Buprestis haemorrhoidalis)  ist ein Käfer aus der  Familie der Prachtkäfer. In Mitteleuropa ist die Art nur in der Unterart Buprestis haemorrhoidalis haemorrhoidalis vertreten.
Der Gattungsname Buprestis ist aus dem Altgriechischen Βουπρέστις bōūprestis übernommen, (bei den Griechen ein Käfer, nach dessen Genuss die Rinder anschwellen und sterben; gebildet aus βοῦς bōūs „Rind“ und πρήθω prētho „ich blähe auf“). Der Artname haemorrhoidalis ist ausnahmsweise nicht aus dem Lateinischen, sondern aus dem altgr. αἷμα hāīma „Blut“ und ῥοή  rhoē „Fluss“  abgeleitet und nimmt auf die Färbung des Käfers Bezug, die auch in "erzfarben" beschrieben wird. Der Name Nadelholz-Prachtkäfer bringt die Bindung der Art an Nadelholz zum Ausdruck.

## Merkmale des Käfers
Der Körper ist dunkel kupfrig oder kupferbraun, seltener dunkelgrün oder blaugrün, sehr selten hellkupfrig. Er schillert nicht verschiedenfarbig. Die gelben Flecken an Kopf, Halsschild und Unterseite sind von oben höchstens seitlich vorn am Halsschild sichtbar, wenn sie dort genügend groß ausgebildet sind. Der Körper ist abgeflacht und erreicht eine Länge von zwölf bis einundzwanzig Millimeter.
Groß ist die Verwechslungsgefahr von Buprestis haemorrhoidalis mit Buprestis rustica. Der Erzfarbene Nadelholzkäfer ist länger, gewölbter und nach hinten mehr verengt als Buprestis rustica.
Der Kopf steht senkrecht zur Körperachse, die Mundwerkzeuge zeigen nach unten. Die Kiefertaster sind viergliedrig mit länglich eiförmigem Endglied, die Lippentaster dreigliedrig mit abgestutzt eiförmigem Endglied. Auf der Vorderseite des Kopfes befinden sich meist gelbe Flecke. Die großen und flachen Augen berühren die Basis der Oberkiefer nicht. Die elfgliedrigen Fühler sind ab dem dritten Glied dreieckig erweitert. Sie sind voneinander entfernt vor dem Vorderrand der Augen eingelenkt. Die gelbe Zeichnung des Kopfes besteht im typischen Fall aus mehreren länglichen senkrechten Makeln, die isoliert (Abb. 4) oder unten durch eine Quermakel verbunden sind, sodass eine kronenähnliche Zeichnung entsteht.
Der Halsschild ist im Unterschied zu Buprestis rustica weniger als doppelt so breit wie lang, weniger grob und nicht so dicht punktiert, am Rand ist die Punktierung zwar dichter, aber nicht gerunzelt. Außerdem ist der Halsschild  nicht wie bei B. rustica vor der Basis deutlich verbreitert und sich danach nach vorn stark verjüngend, sondern von der Basis an sich nach vorn fast gleichmäßig verschmälernd. Die scharfe Seitenrandkante senkt sich geradlinig nach vorn und erlischt im vorderen Drittel (Abb. 3). Die seitlich gelegenen Halsschildvorderecken sind meist gelb, die Größe des gelben Bereichs schwankt beträchtlich. Der Halsschild kann gelegentlich zwei oder vier Grübchen aufweisen, häufiger zwei vorn nahe der Mittellinie, seltener zwei weitere nahe der Basis.
Die  Flügeldecken sind uneben. Sie sind punktiert gestreift. Die Zwischenräume sind wenig erhaben und tragen unregelmäßige Reihen aus Punkten. Die Spitze der Flügeldecken ist meist gerade abgestutzt, Außenwinkel und Nahtwinkel sind zu einem Zähnchen ausgezogen. Das Schildchen ist sehr klein und rundlich.
Auf der Körperunterseite ist das letzte Segment (Analsternit) seitlich gelb gefärbt. Die Vorderbrust ist wie bei allen Prachtkäfern nach hinten verlängert, wobei die Verlängerung in eine Aussparung der Mittelbrust greift. Eine Erweiterung der Vorderbrust nach vorn (Kinnbinde) fehlt (Abb. 2). Die  Beine haben fünfgliedrige Tarsen.

## Biologie
Die Entwicklung ist zweijährig. Sie erfolgt in Tanne, Fichte oder Kiefer. Die Larven finden  sich in dünnen toten Ästen, in austrocknendem, zum Teil schon seit Jahren abgestorbenem Stammholz von Kiefern (Pinus) und auch in brandgeschädigter Bäume. In Finnland kann die Art in Holzhäusern durch Larvenfraß schädlich werden. In Griechenland findet man den Käfer im Tannen- und Kiefernwald der Bergregionen, die sich klimatisch deutlich unterscheiden. Die Larve wurde 1998 beschrieben.
Die adulten Tiere sind in Mitteleuropa von Juni bis August an den Bruthölzern zu finden, in Griechenland von Mai bis August.

## Verbreitung
Die Art ist in fast ganz Europa außer in extrem nördlichen Gebiet verbreitet. Sie fehlt in Großbritannien. In verschiedenen Unterarten (arakii, araratica, coreana, japanensis, sibirica) reicht das Verbreitungsgebiet bis nach Japan. Außerdem ist die Art aus Nordafrika gemeldet.